# فلاديمر ميخائيلوفيتش فيليببوف
فلاديمر ميخائيلوفيتش فيليببوف (بالروسية: Владимир Михайлович Филиппов)‏ – رئيس الجامعة الروسية لصداقة الشعوب ، أكاديمي في الأكاديمية الروسية للتعليم، وزير التعليم العالي في روسيا الاتحادية من عام 1998 حتى عام 2004, دكتور في علوم الفيزياء والرياضيات، وبروفيسور.

## السيرة الذاتية
ولد السيد فلاديمر ميخائيلوفيتش في 15 نيسان (أبريل) عام 1951 في مدينة أوريوبينسك في ريف مقاطعة فولغوغراد. في عام 1968 التحق بجامعة الصداقة بين الشعوب وفي عام 1973 أنهى دراسته في كلية الفيزياء الرياضية والعلوم الطبيعية باختصاص (الرياضيات) ، وبعدها تابع دراسة الدكتوراه، من عام 1975 حتى عام 1976 أدّى خدمة العلم الإلزامية في الاتحاد السوفيتي.
بعد إنهائه للخدمة الإلزامية عاد السيد فلاديمر ميخائيلوفيتش إلى الجامعة، حيث ترقّى هناك من أستاذ مساعد في قسم الرياضيات ليصبح رئيس قسم التحليل الرياضي. وبعد ذلك أصبح مديراً لمركز التحكم العلمي، ثم عميداً لكلية الفيزياء الرياضية والعلوم الطبيعية، ثم أصبح سكرتير الحزب في الجامعة.
في عام 1980 دافع السيد فيليببوف عن أطروحة الدكتوراه وفي عام 1983-1984 زاد من تأهيله العلمي في جامعة بروكسل الحرة في بلجيكا. وفي عام 1986 حصل على شهادة دكتوراه في معهد الرياضيات ف.أ. ستيكلوفا الأكاديمية الروسية للعلوم باختصاص (التحليل الرياضي)1. في عام 1987 حصل على لقب البروفيسور.
في عام 1993 اُختير السيد فلاديمر رئيساً للجامعة الروسية لصداقة الشعوب حتى عام 1998, عندما تسلّم منصب وزير التعليم العالي في روسيا الإتحادية بقرار من الرئيس الروسي.
بعد وصول السيد فيليببوف إلى حكومة ي.م. بريماكوف وبدعم وتوجيه نائب رئيس الحكومة ف.ي. ماتفيينكو، استطاع تنظيم العمل لتحقيق استقرار الوضع في التعليم الروسي.
وفي عام 1999 قررت حكومة روسيا الاتحادية ودعمت بقانون فيدرالي (البرنامج الفيدرالي لتطوير التعليم في روسيا للأعوام 2000-2004) وكما قامت بتقديم الدعم المادي سنوياً بالإضافة للدعم الذي كان قائماً آنذاك لتطوير التعليم في روسيا.
وبمبادرة وتوجيه من السيد فيليببوف بدأ تحديث العملية التعليمية في روسيا بشكل نشيط. وفي كانون الثاني (يناير) من عام 2000 في الكرملين في موسكو أُقيم مؤتمر للمعلمين من كافة أنحاء روسيا الاتحادية (بعد 12 سنة انقطاع وأمام 5000 مندوب) بمشاركة السيد ف.ف. بوتين حيث تم تحديد المشاكل التي تواجهها العملية التعليمية وتم تعيين الطرق الرئيسية لحل هذه المشاكل وتطوير التعليم . كما وتم التوافق في المؤتمر على مبدأ التربية الوطنية في روسيا الاتحادية حتى عام 2025 حيث صادقت عليها فيما بعد الحكومة الروسية.
في عام 2001 وبإشراف السيد فيليببوف تم وضع برنامج (تحديث وتطوير التعليم في روسيا حتى عام 2010) حيث لاقى دعم الرئيس الروسي فلاديمر بوتين ووافقت عليه الحكومة الروسية ومجلس الدولة، البرنامج الذي قدّم (النشرة التعليمية) في آذار (مارس) من عام 2003.

## تطوير التعليم الروسي
- أتمتة التعليم في المدارس
- وضع معايير جديدة للتعليم المتوسط

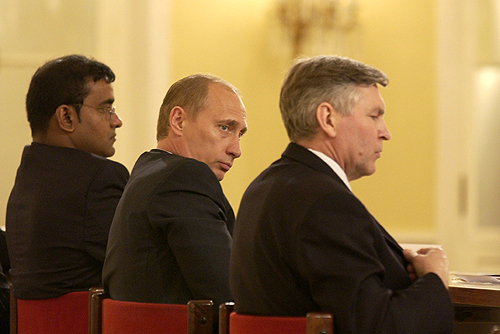
Vladimir Putin and Vladimir Filippov. May 14, 2003

- تعلم اللغات الأجنبية ابتداءً من الصف الثاني، والعمل على إكساب الطالب لغتين أجنبيتين بإنهائه المدرسة المتوسطة
- إدخال التعليم المدرسي في الصفوف المتقدمة في المدارس المتوسطة
- تحسين شبكة المدارس الريفية وتنفيذ برنامج (الحافلة المدرسية)
- نشر وتطوير الكتب المدرسية بهدف تحسين جودتها
- إدخال نظام النقاط لتقدير مستوى الطلاب
- تطوير معايير التقييم المادي للمدارس المتوسطة مع الأخذ بعين الاعتبار المدارس الخاصة
- تجهيز جميع المدارس بمعدات رياضية حديثة والنشاطات الفنية.
- جعل كل المدارس في روسيا تحت الوضع القانوني
- إدخال حالات جديدة من المؤسسات التعليمية
- إنشاء مجالس أمناء في المدارس والجامعات
- تحسين المقاصف والنظام الغذائي في الجامعات والمدارس
- إنشاء نظام الامتحان الحكومي الموحّد للقبول في الجامعات الروسية
- إدخال التسجيل الهادف في التعليم العالي
- إعادة تأهيل السكن الجامعي وتطويره وبناء وحدات سكنية طلابية جديدة لاستيعاب الطلاب الأجانب.
- تقسيم مؤسسات التعليم العالي طبقيا واختيار فئات مختلفة من الجامعات الرائدة.
- تنمية أجيال جديدة لمعاير جميع المراحل في التعلم التخصصي والعالي والأساسي والمتوسط.

شغل السيد فيليببوف منصب وزير التعليم العالي في روسيا الاتحادية من عام 1998 حتى عام 2004 وكان نائباً لرئيس الحكومة الروسية لشؤون التربية والتعليم حتى العام 2005, وفي العام 2005 اُنتخب مجدداً رئيساً لجامعة الصداقة وفي 2009 أُعيد انتخابه لـ 5 سنوات قادمة.

## أعماله العلمية
قدّم السيد فيليببوف أكثر من 200 عمل علمي منها 30 دراسة، حيث دراستان منها تُرجمت إلى اللغة الإنكليزية في التجمع الرياضي الأمريكي في الولايات المتحدة الأمريكية، في عام 2001 اختير كعضو مراسل، وفي العام 2003 عضواً في الأكاديمية الروسية للتعليم، في الأعوام 2004 و 2008 عضواً في اللجنة التنفيذية الدائمة، ومن العام 2000 يشغل رئاسة قسم السياسة والمقارنة، الذي أُنشئ في جامعة الصداقة باشتراك مع منظمة اليونسكو العالمية 1.
في عام 2012 اُختير رئيساً للجنة اليونسكو التوجيهية للتعليم العالمي (العلم للجميع)1.

## الأوسمة والتكريم
مُنح السيد فيليببوف وسام الصداقة عام (1995)1 ووسام (لخدماته الوطنية) من الدرجة الرابعة في عام (2001)1 وميدالية (الذكرى الـ850 لموسكو) عام 1997, وميدالية (لخدماته في المجال الاجتماعي العملي في روسيا الاتحادية) عام 2002 , وميدالية (لخدماته في تطوير الحركة الأولمبية في روسيا) عام 2003, وشارة الامتياز (لخدماته في مقاطعة تومسكي) بنشاطه الشخصي بالتحضير وإنجاح العيد الوطني لمدينة تومسك (2004)1 , ميدالية من اليونسكو (لخدماته في مجال التربية والتعليم) عام 2010, ووسام القديس الأمير دانيال من كنيسة موسكو الأرثوذكسية عام 2002, والكثير من الأوسمة والميداليات من دول أجنبية، بالإضافة إلى جوائز من حكومات عدّة، ومن وزارات ووكالات وهيئات تابعة للإتحاد الروسي. لديه بطاقتا شكر من رئيس روسيا الاتحادية، وجائزة رئيس روسيا الاتحادية في مجالات التعليم.

## مناصبه وألقابه الفخرية
- أكاديمي في الأكاديمية العالمية لعلوم المدارس المتخصصة (1994).
- أكاديمي في الأكاديمية الروسية للعلوم الطبيعية (1994).
- أكاديمي في الأكاديمية العالمية للمعلوماتية (1994).
- رئيس مجلس منظمة شنغهاي للتعاون (هذا المنصب نادر جداً).
- نائب رئيس الجمعية الأوروبية الآسيوية للجامعات
- نائب رئيس جمعية جامعات روسيا
- عضو في فريق الخبراء للمجلس الأوروبي ومنظمة اليونسكو للاعتراف بالتعليم العالي في أوروبا.
- عضو في اللجنة الحكومية المعنية بشؤون المواطنين في الخارج.
- عضو في مجلس أمناء دعم المواطنين الروس في الخارج.
- حائز على دكتوراه فخرية من جامعة تومسك الحكومية.
- بروفيسور فخري في جامعة بلغراد الحكومية للبحوث العلمية 1